# /dev/random
Dans les systèmes d'exploitation de type Unix, /dev/random est un fichier spécial qui sert de générateur de nombres aléatoires (ou éventuellement de générateur de nombres pseudo-aléatoires). Il utilise comme source d'aléa certaines données de l'environnement recueillies auprès de pilotes de périphériques et d'autres sources, et les traite à l'aide de fonctions de hachage cryptographiques. La lecture du fichier est bloquée quand l'activité du système (entropie) n'est pas suffisante. /dev/urandom fonctionne de façon analogue en dehors du fait que la lecture n'est pas bloquante ; l'aléa produit est donc de moins bonne qualité.
Tous les systèmes d'exploitation ne mettent pas en œuvre la sémantique décrite ici pour /dev/random et /dev/urandom. Linux a été le premier système d'exploitation à mettre en œuvre un véritable générateur de nombres aléatoires de cette façon.
On utilise /dev/random pour engendrer des clés en cryptographie, par exemple pour le chiffrement asymétrique.